# Drittelerlass
Die umgangssprachliche Bezeichnung Drittelerlass steht für den Bestandteil einer schulischen Rechtsverordnung im Bundesland Nordrhein-Westfalen, nach der bis 2006 die Wertung einer Klassenarbeit vom Schulleiter genehmigt werden musste, wenn ein Drittel der Schüler kein ausreichendes Ergebnis erzielt hatte. 

## Nordrhein-Westfalen
§ 6 Abs. (8) der Ausbildungs- und Prüfungsordnung für die Sekundarstufe I (APO S I) des Landes Nordrhein-Westfalen lautete wie folgt:
Erreicht bei einer Klassenarbeit ein Drittel der Schülerinnen und Schüler kein ausreichendes Ergebnis, entscheidet die Schulleiterin oder der Schulleiter nach Anhörung der Fachlehrerin oder des Fachlehrers, ob die Anforderungen angemessen waren. In diesem Fall ist die Arbeit zu werten, andernfalls ist sie zu wiederholen.
Lehrer hatten häufig beklagt, deshalb den Notenspiegel ihrer Klassenarbeiten anpassen zu müssen.
Nach dem Regierungswechsel 2005 wurde die Vorschrift entsprechend der Koalitionsvereinbarung von Schulministerin Barbara Sommer im Mai 2006 aufgehoben. Seitdem dominiert nicht mehr ein soziales Bezugssystem bei der Bewertung von Schülerleistungen. Die Lehrer entscheiden wieder in eigener Verantwortung über die individuelle Verteilung der Noten. 
Der Landeselternrat kritisierte, dass künftig zwar das Erreichen der Ziele der Kernlehrpläne kontrolliert werde, nicht aber, ob die Schüler in die Lage versetzt wurden, diese Ziele zu erreichen.

## Andere Bundesländer
In anderen Bundesländern liegt die Hürde bei 25 oder 50 Prozent.